# Контрабанда (фильм, 1974)
«Контрабанда» — советский художественный фильм, поставленный на Одесской киностудии в 1974 году режиссёром Станиславом Говорухиным.
Премьера фильма состоялась 26 мая 1975 года.

## Сюжет
1974 год. С советского завода высокоточных приборов похищены детали, содержащие драгоценный металл — платину. В это же время при досмотре багажа в одном из портов РСФСР внимание таможенников привлекает подозрительный саквояж, за которым никто не приходит. Открыв его, сотрудники обнаруживают коробку шоколадных конфет. Казалось бы, ничего особенного, однако в каждой конфете спрятаны платиновые пластинки, применяемые в качестве контактов в приборах высшей точности. Работники КГБ приходят к выводу, что это и есть те самые похищенные с завода детали, которые контрабандисты пытались переправить на пассажирском теплоходе за границу. Это ответственное и запутанное дело поручают молодому оперативному работнику Звонарёву.

## Роли исполняют
- Владимир Павлов — Александр Звонарёв
- Раиса Рязанова — Зина Шуранова, работница на камбузе, нашедшая контрабанду
- Григорий Гай — капитан теплохода Иван Афанасьевич
- Юрий Пузырёв — первый помощник капитана
- Игорь Класс — Игорь Васильевич Клячко
- Юрий Орлов — Лыткин, завпроизводством, контрабандист
- Баадур Цуладзе — Сатариос, контрабандист золотом и платиной
- Николай Мерзликин — Юрий Михайлов
- Владлен Паулус — Василий Миронович Мережко, полковник госбезопасности
- Рафаэль Котанджян — «Чернявый», контрабандист
- Борис Ципурия — бармен Коля
- Валентина Шарыкина — Марина Киселёва
- Валентин Кулик — Файт, директор ресторана

## Съёмочная группа
- Сценарий и постановка — Станислав Говорухин
- Операторы — Геннадий Карюк, Юрий Клименко
- Художник — Галина Щербина
- Звукооператор — Э. Гончаренко
- Музыка — Евгений Геворгян, Андрей Геворгян
- Текст песен — Владимир Высоцкий

## Саундтрек
- Песни «Жили были на море» (муз. Е. и А. Геворгян, сл. В. Высоцкого) и «Сначала было слово» — исполняют Нина Шацкая и Владимир Высоцкий.
- В фильме также звучит песня «Битлз» (Пола МакКартни) «Can’t Buy Me Lovе».
- Во время сцены захода корабля в порт Варны звучит песня «Една българска роза» в исполнении Паши Христовой.